# Mesak Settafet

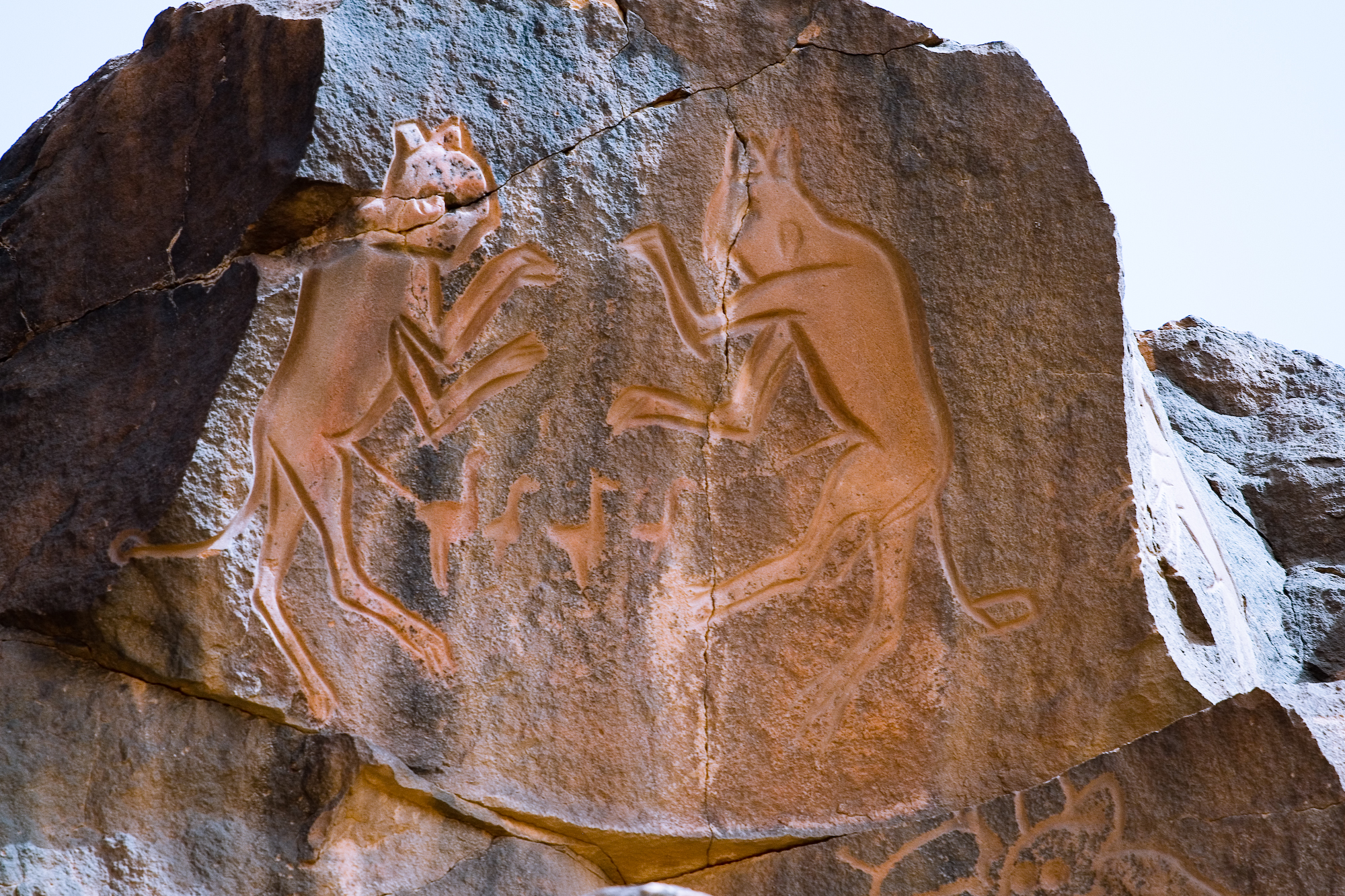
"Gats lluitant", el gravat més conegut del uadi Matkhendush, a Messak Settafet

Messak Settafet forma part de l'altiplà de Messak, al sud-oest de Líbia, a la regió de Fezzan. Juntament amb les muntanyes de Tadrart Acacus, constitueix una de les reserves més importants d'art rupestre del desert del Sàhara. En destaquen els jaciments de Matkhendush, In Ghalgiwan, Tiksaten i In Abategh, on es troben algunes de les obres més interessants del nord d'Àfrica.
Messak és un llarg altiplà de gres en forma de mitja lluna, situat entre els ergs d'Ubari, al nord, i de Murzuch al sud. Té una extensió aproximada de 10.000 km², uns 250 km de longitud i entre 40 i 60 km d'amplària. El nord de l'altiplà forma un espadat que voreja el uadi Adjal. El formen capes del cretaci inferior amb una suau inclinació cap al sud, fent que tots els rius, o uadis, drenen en aquesta direcció, tret d'alguns torrents curts que baixen cap al nord.
L'espadat comença dirigint-se des del nord-est cap al sud-oest, però acaba anant cap al sud, formant una espècie de cubeta sota la qual es troba l'erg de Murzuch.

## Messak Settafet
La part nord de l'altiplà es coneix com a Messak Settafet ('Messak Negre'). La seua superfície, lleument inclinada cap al sud, la cobreix un erg amb grans pedres fosques que baixa fins a submergir-se en l'erg de Murzuch. Els cims més alts en són al nord. Aquesta zona, la travessen alguns uadis que discorren de nord a sud i que són cada vegada menys profunds fins a esvair-se abans d'arribar a l'erg de Murzuch, on un altre uadi, Berjuj, que discorre d'oest a est, separa l'altiplà de l'erg. En aquest uadi és la població de Murzuch.
A la part oest, l'altiplà s'estreteix i després de creuar dos passos, Tilemsin i Anai, es converteix en el Messak Mellet ('Messak Blanc'), menys important.

## L'art rupestre

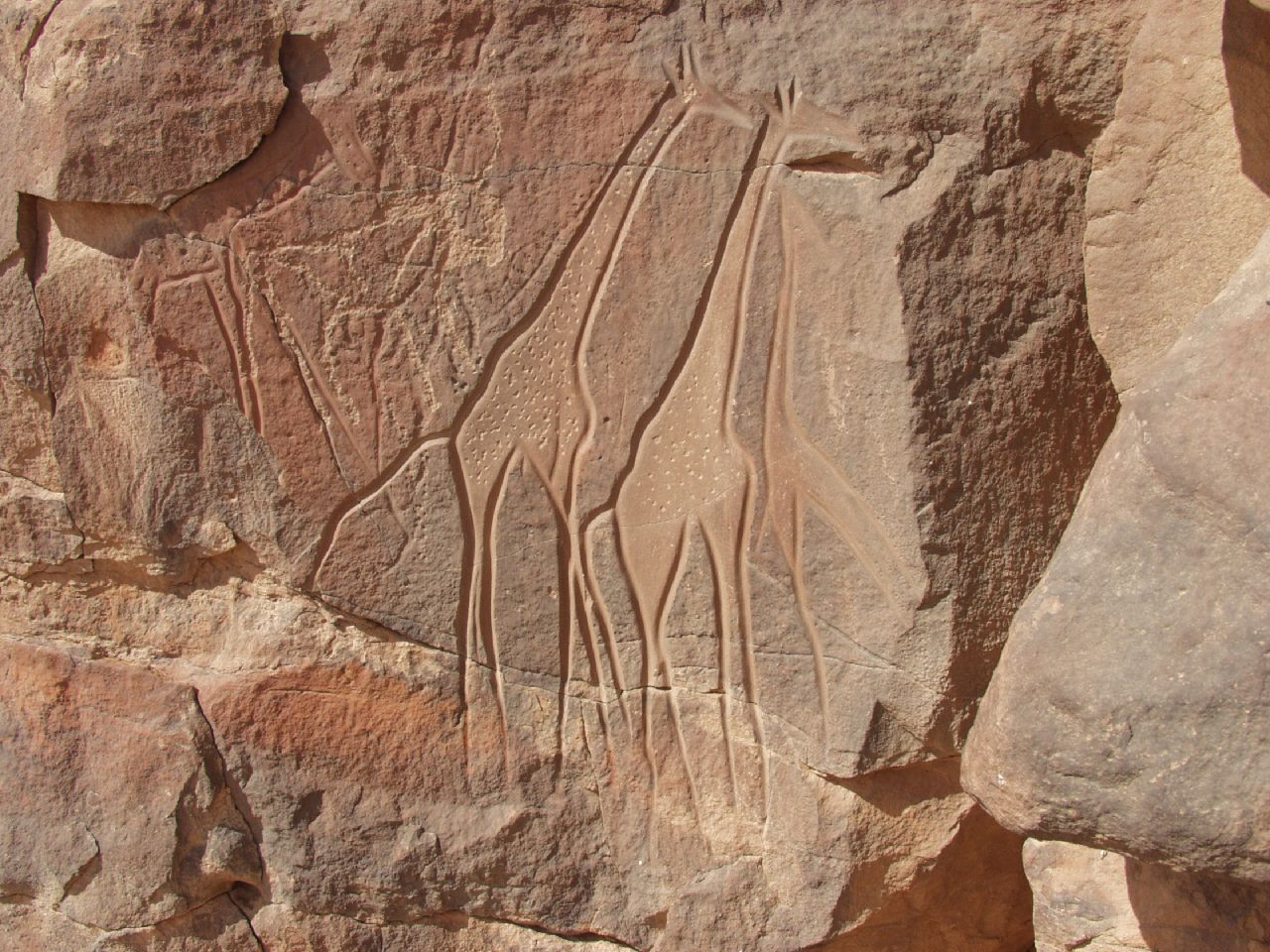
Girafes al uadi Matkhendus

La primera descripció de l'art rupestre d'aquesta zona, la fa el 1857 Heinrich Bart, que recorregué al 1850 el uadi Tilizzaghen. El 1937, l'etnòleg alemany Leo Frobenius, que recorregué els uadis Tilizzaghen i In Habeter (o Abeter), a l'àrea de Bergiug, publicà al 1937 Ekade Ektab sobre l'art rupestre del Fezzan. El 1938, Paolo Graziosi organitza la primera expedició dirigida a estudiar únicament el Messak i recorre la ruta de les caravanes des de l'oasi de l'Awaynat pels uadis abans esmentats. Graziosi hi tornarà als anys seixanta per realitzar-ne una recerca més sistemàtica.
Graziosi hi troba molts gravats en què se succeeixen diverses fases. En la primera, hi ha figures mítiques sense cap d'animal, seguida d'una fase pastoral, en què apareixen animals domèstics, amb collarets i arracades, i també escenes de caça, amb rinoceronts i elefants. També apareixen escenes de caça amb cavalls, i després s'entra en la fase del camell.
Durant molts anys, aquesta zona estigué abandonada, fins que hi començaren les prospeccions petrolieres, que no tingueren massa consideració amb els gravats que es trobaven prop de les pistes per on transitaven els camions.

## Els uadis
L'altiplà de Messak és una plana quasi perfecta que es trenca només per les profundes incisions dels uadis que baixen de nord a sud fins a l'erg de Murzuch, que és travessat al seu torn per tres grans uadis que discorren d'oest a est: Adjal, Ash Shati i Berjuj.
L'art rupestre es troba als uadis que travessen l'altiplà. L'abundància de gravats i restes lítiques mostra que la zona estigué habitada durant el plistocé i holocé.

## Les restes prehistòriques
Els noms dels uadis són locals i varien segons l'ús, de manera que no són massa coneguts; per aquest motiu els arqueòlegs han creat la seua pròpia denominació. Dins de cada uadi, a més, hi ha nombroses localitzacions designades amb les lletres MES i un nombre; per exemple, MES50, a 650 m d'altitud, és un inselberg de 79 m de longitud per 33 m d'amplària i un perímetre de 194 m i al seu voltant hi ha evidències d'ocupació humana prehistòrica, túmuls, cercles de pedra i objectes lítics. Als vessants de l'inselberg, quasi verticals a la part superior, hi ha un gran nombre de gravats en què apareixen animals, alguns amb genets, i inscripcions. Els objectes lítics pertanyen a l'holocé, però els túmuls són molt més recents. Per exemple, a MES51 hi ha tombes islàmiques.
Els jaciments abasten les fases acheuliana, mosterianoateriana i neolítica. Les restes més antigues, de fa entre 9.200 i 5.500 anys, pertanyen a una època més humida de principis de l'holocé.

## El uadi Matkhendush

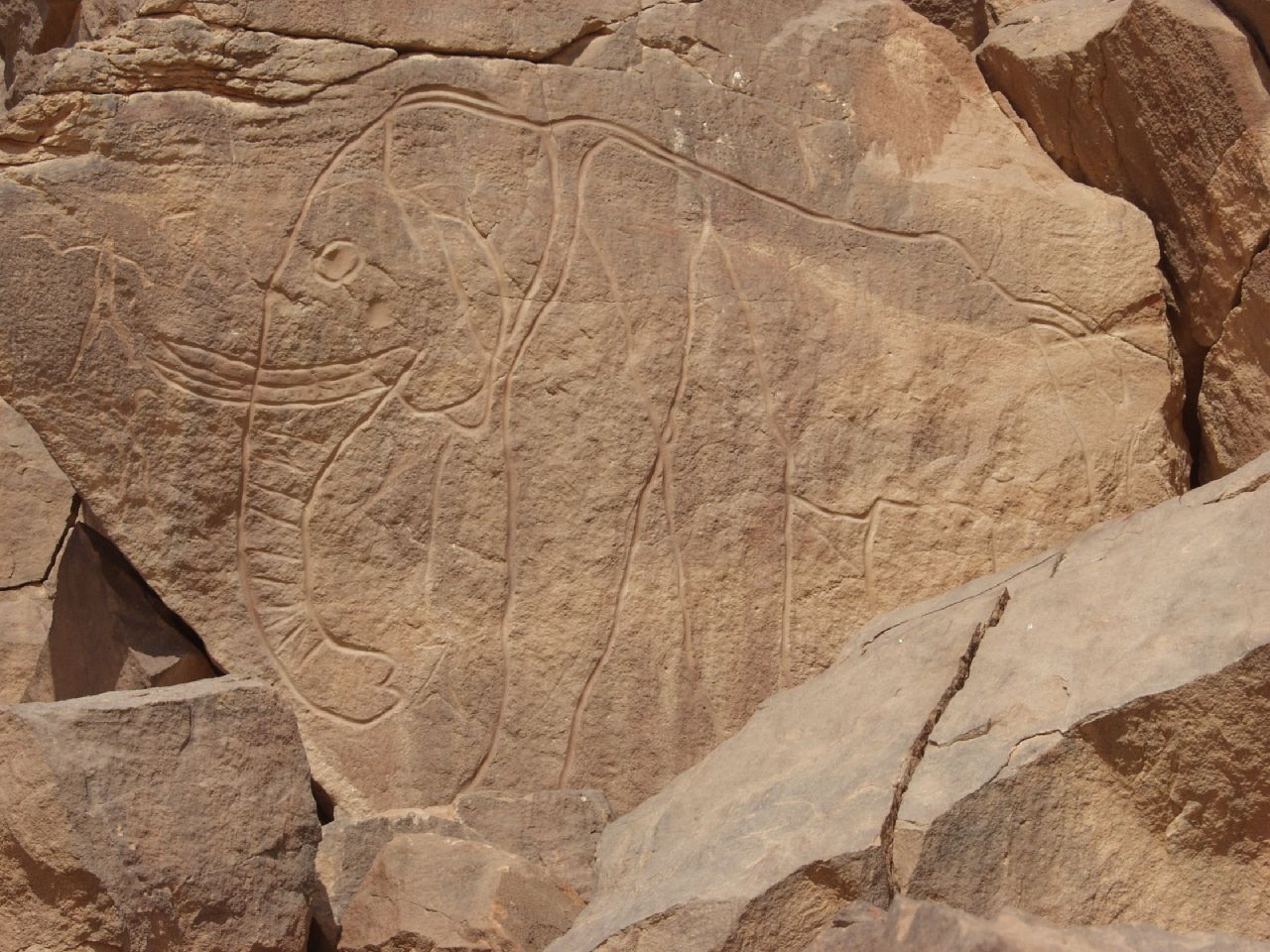
Elefant al uadi Matkhendush

És el més conegut. També s'escriu Mathendous i Matkhandoush. Conté un dipòsit antròpic datat de fa 6.800 i 4.600 anys, quan la sabana es convertí en un desert. A la conca d'un llac sec que hi ha a la zona s'han trobat nivells de tres èpoques diferents, que s'inicien fa 10.000 anys. Sobre les roques i a les coves s'han trobat alguns dels gravats més bells del desert. Hi apareixen retratats amb tota claredat girafes, elefants, rinoceronts, hipopòtams, búfals d'una espècie extinta (Buffalus antiquus) i gaseles, però també hi ha caçadors corrent darrere de grups de gaseles i dones amb els pits nus.
El gravat més conegut de Matkhendush és "La lluita de gats", en què apareixen dos d'aquests animals enfrontant-se.